# Odobești (Dâmbovița)
Odobești è un comune della Romania di 4 986 abitanti, ubicato nel distretto di Dâmbovița, nella regione storica della Muntenia.
Il comune è formato dall'unione di 5 villaggi: Brâncoveanu, Crovu, Miulești, Odobești, Zidurile.